# عيادة القلوب المكسورة
عيادة القلوب المكسورة (بالألمانية: Die Liebeskümmerer) هو فيلم كوميديا رومانسية ألماني طويل من عام 2024، من إخراج شيريل بيليك وسيناريو أنطونيا روث-ليرمان ومالتي فيلدينغ، وبطولة روزالي توماس ولورنس روب في الأدوار الرئيسية. تم إصدار الفيلم على نتفليكس في 14 فبراير 2024.

## قصة الفيلم
ماريا غايغر، وهي أم عزباء، تدير وكالة تساعد الأشخاص الذين يعانون من آلام الفراق العاطفي. من بين عملائها سانتيه، التي تشعر بعدم الرضا عن علاقتها بالصحفي كارل نيكيه وتقرر الانفصال عنه. يلقي كارل باللوم على ماريا في ذلك، ويخطط للانتقام منها عبر فضحها علنًا كمحتالة في مجلة "سبلاش". دون موافقة رئيسه، ينشر مقالاً نقدياً عنها، مما يؤدي إلى إيقافه عن العمل دون أجر. في هذه الأثناء، تعرض عليه ماريا مساعدته في فهم الأسباب الحقيقية لفشل علاقته مع سانتيه.
يطلب رئيسه منه كتابة مقال عن آلام الفراق وكيفية التعامل معها، مما يدفعه إلى حضور جلسة علاج جماعي تديرها ماريا. خلال الجلسات، يكوّن كارل صداقات مع أعضاء المجموعة ويبدأ في تقديم نصائحه الخاصة لهم، لكن ماريا تطلب منه ترك هذا الدور للمعالجين. من جانبه، يعتقد كارل أن آلام الفراق لا تحتاج إلى علاج من الأساس.
مع مرور الوقت، يتعرف كارل وماريا على بعضهما البعض بشكل أعمق، ويقتربان عاطفيًا، مما يؤدي إلى ليلة رومانسية تجمعهما، وبعدها يقرران الدخول في علاقة.

## وصلات خارجية
- The Heartbreak Agency على موقع IMDb (الإنجليزية)
- The Heartbreak Agency على موقع روتن توميتوز (الإنجليزية)
- The Heartbreak Agency على موقع قاعدة بيانات الفيلم (الإنجليزية)
- The Heartbreak Agency على موقع ليتربوكسد (الإنجليزية)